# 隠居絵具師
「隠居絵具師」（いんきょえのぐし、The Adventure of the Retired Colourman）は、イギリスの小説家、アーサー・コナン・ドイルによる短編小説。シャーロック・ホームズシリーズの一つで、56ある短編小説のうち54番目に発表された作品である。イギリスの「ストランド・マガジン」1927年1月号、アメリカの「リバティ」1926年12月18日号に発表。1927年発行の第5短編集『シャーロック・ホームズの事件簿』(The Case-Book of Sherlock Holmes) に収録された。
なお、本作は短編集への収録順における最終エピソードとなっている。

## あらすじ
絵具会社を経営し、今は隠居生活を営んでいるジョサイア・アンバリーからシャーロック・ホームズに事件の依頼がある。妻と友人のアーネスト医師が内通しており、彼の蓄えの現金と有価証券を持ち逃げしてしまったというのだ。
ホームズは別の事件の調査に時間を取られていたため、ワトスンが事件の調査に当たる。ワトスンがアンバリー邸を訪れた時、アンバリーは「気を紛らわすため」として家中をペンキ塗りしており、家中がペンキのにおいで一杯だった。そして、事件の起こった夜、アンバリーは妻と劇場に行く予定だったが、妻が頭が痛いと言い出したので一人で劇場に行ったとアリバイを主張し、使わなかったという妻のチケットをワトスンに示す。
調査中、ワトスンを尾行する1人の男が現れる。色の浅黒い口ひげを蓄えた男で、灰色のサングラスとフリーメイソン風のネクタイピンを着けていた。
ワトスンがロンドンに戻った翌日、アンバリーがこの事件について情報を知っているという電報を受け取ったとしてベイカー街を訪れる。ホームズは今すぐ電報に書かれた住所へ向かうべきと主張するが、アンバリーは乗り気ではない。そのような態度は疑いを増すだけだとホームズに諭されたアンバリーは渋々ながらワトスンと一緒に電報の住所へ向かうが、そこに住んでいる牧師はそんな電報は打っていないと話す。
結果として何も情報を掴めなかったワトスンがアンバリーとともにベイカー街へ戻ると、ホームズからはアンバリー邸に来るようにというメモが残されていた。アンバリー邸の居間にはホームズの他に、ワトスンを尾行した男がいた。この男は、私立探偵のバーカーといい、ワトスンと同じ事件を調査していたのであった。ホームズはアンバリーに対し、一つの質問をぶつける。